# Erhard Tornier
Erhard Tornier (* 5. Dezember 1894 in Obernigk, Kreis Trebnitz, Provinz Schlesien; † 1982) war ein deutscher Wahrscheinlichkeitstheoretiker, der vor allem durch seine Rolle für die nationalsozialistische Beeinflussung der Mathematik (vgl. Deutsche Mathematik) bekannt wurde.

## Biographie
Tornier studierte in Breslau, Berlin und Marburg Mathematik und Philosophie und wurde 1922 bei Kurt Hensel an der Universität Marburg promoviert (Über die Periodizität der g-adischen, gamma-adischen und pi-adischen Zahlen und damit zusammenhängende Fragen) und war ab 1929 in Kiel als Kollege von Willy Feller, mit dem er veröffentlichte und zusammenarbeitete. Er habilitierte sich 1930 in Marburg und war danach Privatdozent in Kiel, wo er 1931 beim dortigen Professor Abraham Fraenkel um eine Stellung nachgefragt hatte, um – wie er sich brieflich ausdrückte – von diesem zu lernen. Fraenkel sagte zu, damit der aufstrebende Wahrscheinlichkeitstheoretiker Feller einen Fachkollegen hatte. Tornier vertrat Fraenkel in Kiel auch zeitweise als dieser 1929 bis 1931 in Jerusalem lehrte. 1932 trat Tornier der NSDAP bei (Mitgliedsnummer 1.114.305). Er denunzierte nach der Machtübernahme der Nationalsozialisten Feller als Juden und hoffte vergebens die Nachfolge von Fraenkel als Professor in Kiel anzutreten, als dieser 1933 nach Jerusalem ging. Aufgrund seiner politischen Einstellung sollte er 1934 zum Direktor des Mathematischen Instituts in Göttingen ernannt werden bis Helmut Hasse eintraf. Eine Zeitlang arbeitete er der schon beschlossenen Ernennung Hasses entgegen. Dabei wurde er von der Studentenschaft, u. a. Oswald Teichmüller, unterstützt. Nach massiven Interventionen Helmut Hasses (der ein Kommilitone und Kollege von Tornier in Marburg war; sie standen anscheinend damals auf freundschaftlichem Fuß. In seiner Arbeit Wahrscheinlichkeit und Zahlentheorie von 1930 dankt er Hasse für wertvolle Hinweise) beim zuständigen Ministerium scheiterte seine Ernennung, stattdessen wurde Hasse wie vorgesehen Institutsdirektor. Tornier wurde aber ebenfalls Direktor und hatte zeitweise den Lehrstuhl des von den Nationalsozialisten aus der Universität gedrängten Edmund Landau. Er sorgte auch gleich 1934 für die Entlassung des regimekritischen Franz Rellich.
Ebenfalls 1934 wurde Tornier von Ludwig Bieberbach für das Führeramt der DMV vorgeschlagen. Diese sollte nach Bieberbach das Führerprinzip einführen. Weil es unter den gegebenen Umständen nicht möglich gewesen wäre, dieser Forderung grundsätzlich zu widersprechen, einigten sich Helmut Hasse, Konrad Knopp und Oskar Perron auf Wilhelm Blaschke als Gegenkandidaten zu Tornier. Bei der Mitgliederversammlung in Bad Pyrmont (bei der Tornier in Begleitung eines SA-Mannes in Zivil erschien) scheiterte Bieberbachs Antrag zum Übergang auf das Führerprinzip mit Tornier als Führer, stattdessen ging die DMV zum „gemäßigten Führerprinzip“ – ein auf zwei Jahre gewählter Vorsitzender, der die Mitglieder des Vorstands bestimmte – mit Blaschke als Vorsitzenden über, was sich aber auch nicht durchsetzen konnte, da Bieberbach die Satzungsänderung hinauszögerte.
Tornier wurde 1935 Leiter des Instituts für Mathematische Statistik in Göttingen, wo inzwischen ein offener Machtkampf mit Hasse entstand, in Fortsetzung des missglückten Versuchs Torniers, Führer der DMV zu werden. Hasse drohte gegenüber Theodor Vahlen mit Rücktritt. Tornier verließ daraufhin offiziell aus Gesundheitsgründen im April 1936 die Universität Göttingen und wurde 1936 Professor in Berlin. Dort führte er ein exzessives Leben (ein Foto zeigte ihn mit einer Schildkröte an der Leine auf einem beliebten Berliner Boulevard in Begleitung einer Prostituierten, was einen Skandal in der mathematischen Fakultät auslöste) und seine Ehe wurde geschieden. 1938 suchte er wegen nachlassender intellektueller Fähigkeiten um seinen Ruhestand nach, was ihm 1939 gewährt wurde. Der Rücktritt war aber erzwungen – es liefen Verfahren gegen ihn wegen Überschuldung und Verführung einer Minderjährigen. Ein Gutachten des Leiters der Psychiatrischen und Neurologischen Klinik der Universität Breslau bescheinigte ihm psychische Probleme. Unmittelbar nach der Annexion Polens zog Tornier nach Krakau um. 1941 wurde ein Parteiausschlussverfahren der NSDAP gegen ihn angestrengt, da er seit 1937 aufgrund seines Nervenzusammenbruchs sich nicht mehr um die Partei gekümmert hätte. Damals lebte er in Warschau und wurde auf eigenen Wunsch Lehrer im Generalgouvernement (er war an einer Oberschule in Radom). Nach dem Krieg lebte er in Lübeck, später in Hamburg, wo er sich mit der Wahrscheinlichkeitsrechnung befasste. Er korrespondierte mit Hilda Geiringer über die nachgelassenen wahrscheinlichkeitstheoretischen Arbeiten ihres Ehemanns Richard von Mises, die sie für die Veröffentlichung vorbereitete. Geiringers Ton war, obwohl sie selbst vor den Nationalsozialisten emigrierte, freundlich (in der Veröffentlichung der nachgelassenen Arbeiten von Mises weist sie mehrfach auf wesentliche hierauf bezügliche Beiträge von Tornier hin) und sie hatte den Eindruck, dass Tornier psychische Probleme habe.

## Werk
Tornier veröffentlichte in den 30er Jahren mehrere Arbeiten zur Maßtheorie und Grundlagen der Wahrscheinlichkeitstheorie. Er arbeitete dabei an einer Axiomatisierung in der Nachfolge von Richard von Mises, ein Zugang, der später durch Andrei Kolmogorows Axiomatisierung in den Hintergrund gedrängt wurde.
Über eine von Torniers Arbeiten schrieb Paul Halmos in den Mathematical Reviews, sie würde in ihrem Hauptteil sehr detailliert die für die Standardkonstruktionen des Jordan- und Lebesgue-Maßes benutzten Sätze reproduzieren, wobei der wesentliche Unterschied zum üblichen Vorgehen eigentlich nur in der systematischen Verwendung der Formel {\displaystyle I(\Sigma _{i=1}^{n}\alpha _{i})} anstelle von {\displaystyle \Sigma _{i=1}^{n}I(\alpha _{i})} bestünde.
Sein in den 30er Jahren geschriebenes Buch „Wahrscheinlichkeitsrechnung und allgemeine Integrationstheorie“ mit seiner neuen Axiomatik der Wahrscheinlichkeitstheorie wurde 1944 auch in den USA veröffentlicht. Nach dem Krieg veröffentlichte er 1952 noch ein Buch „Theorie der Versuchsvorschriften der Wahrscheinlichkeitsrechnung“. In einer Rezension für die Mathematical Reviews bemerkte Jacob Wolfowitz, dass in Torniers Axiomensystem Wahrscheinlichkeiten nur als endlich additive Funktionen auf Mengen definiert werden und dass sich Torniers Theorie ausschließlich mit endlichen Wahrscheinlichkeitsräumen befasst, wo man die berechneten Wahrscheinlichkeiten durch Vergleich mit relativen Häufigkeiten bei ausreichend vielen Versuchen überprüfen könne.
Maistrow beschreibt Torniers Versuch der Mathematisierung von Mises’ Häufigkeitstheorie wie folgt: A number of attempts were made to formalize frequency theory completely [...] Tornier refused the use of schemes which did not fit into the frequency interpretation. For this purpose, he constructed a cumbersome formal calculus and was forced to abandon the possibility of formulating and solving a number of elementary problems of probability theory, within the framework of his theory.

## Schriften
- Wahrscheinlichkeitsrechnung und Zahlentheorie. Erste Mitteilung, Journal für Reine und Angewandte Mathematik, Band 161, 1930, S. 177
- Eine neue Grundlegung der Wahrscheinlichkeitstheorie, Zeitschrift für Physik, Band 63, 1930, S. 697–705
- Axiome der Wahrscheinlichkeitsrechnung, Journal für Reine und Angewandte Mathematik, Band 163, 1930, S. 45–64
- mit Willy Feller Mengentheoretische Untersuchungen von Eigenschaften der Zahlenreihe, Mathematische Annalen, Band 107, 1933, S. 188
- mit Willy Feller Maß- und Inhaltstheorie des Baireschen Nullraumes, Mathematische Annalen, Band 107, 1932, S. 165–187
- Grundlagen der Wahrscheinlichkeitsrechnung, Acta Mathematica, Band 60, 1933, S. 239–380
- Wahrscheinlichkeitstheorie und allgemeine Integrationstheorie, Teubner 1936
- Zur Erzeugung einer Versuchsvorschrift aus einer anderen durch formale Abänderung, Deutsche Mathematik, Band 2, 1937, S. 466–469, Rezension von Erich Kamke
- Maß- und Inhaltstheorien, in denen die Additivität der Maße nur im Unendlichkleinen gefordert wird, Abhandlungen der Preußischen Akademie der Wissenschaften, Math.-Naturwiss. Klasse 1941
- mit Hans Domizlaff Theorie der Versuchsvorschriften der Wahrscheinlichkeitsrechnung, Kohlhammer 1952, Rezension in Zentralblatt f. Math.